# Phêrô Máctinô Ngô Đình Thục
Phêrô Máctinô Ngô Đình Thục (6 tháng 10 năm 1897 – 13 tháng 12 năm 1984) là một Giám mục Công giáo Việt Nam. Ông từng giữ chức Đại diện Tông Tòa Hạt Đại diện Tông Tòa (Địa phận) Vĩnh Long và sau khi Toà Thánh thiết lập hàng giáo phẩm Việt Nam năm 1960, ông được chọn đảm nhận chức Tổng giám mục Tổng Giáo phận Huế.
Ông là anh của cố Tổng thống Ngô Đình Diệm và ông cố vấn Ngô Đình Nhu, giữ vai trò quan trọng trong Chính phủ Việt Nam Cộng Hòa dưới thời Đệ Nhất Cộng Hòa (1955-1963). Ông đóng vai trò lớn với đạo Công giáo tại Việt Nam.

## Thân thế

### Gia đình
Ngô Đình Thục sinh ngày 6 tháng 10 năm 1897 tại Phủ Cam, Huế trong một gia đình vọng tộc. Ông là con thứ ba trong số chín người con của Micae Ngô Đình Khả (nguyên quán làng Đại Phong, xã Phong Thủy, huyện Lệ Thủy, tỉnh Quảng Bình) – một quan đại thần nho giáo của triều Nguyễn, thời vua Thành Thái và Duy Tân. Gia đình Ngô Đình của ông còn có thể kể đến: Ngô Đình Khôi, Diệm, Nhu, Cẩn, Luyện (các anh em trai), Ngô Đình Thị Giao, Hiệp, Hoàng (các chị em gái) và Hồng y Phanxicô Xaviê Nguyễn Văn Thuận (con bà Ngô Đình Thị Hiệp). Như những người anh em của mình đều được cha đặt tên bằng chữ Hán theo các đức tính, tên Thục (俶) của ông có ý nghĩa là "Sự chỉnh tề".

### Học tập
Năm 1904–1908, Ngô Đình Thục theo học tại trường Pellerin, một trường tư thục do Sư Huynh Dòng La San điều hành. Tháng 9 năm 1909, ông vào Tiểu Chủng viện An Ninh, Quảng Trị và đến tháng 9 năm 1917, được lên tiếp vào Đại Chủng viện Phú Xuân thuộc Giáo phận Huế. Tháng 11 năm 1919, Giám mục Eugène Allys Lý (1852–1936) gửi ông đi du học trường Truyền giáo Rôma. Trong quá trình du học Roma, Ngô Đình Thục đỗ các bằng cấp: Tiến sĩ Triết học năm 1922, Tiến sĩ Thần học năm 1926, cử nhân Văn chương và được vào yết kiến Giáo hoàng Piô XI năm 1922. Rồi từ Roma Ông được cử sang Pháp dạy đại học Sorbonne ở Paris.

## Hoạt động tôn giáo

### Linh mục
Ngày 20 tháng 12 năm 1925, tại Roma, ông được thụ phong linh mục (do Hồng y Van Rossum truyền chức). Sau đó, linh mục Ngô Đình Thục tiếp tục học thêm một năm ở Đại học Appolinaire lấy bằng Tiến sĩ Giáo luật năm 1927. Linh mục Thục sang Pháp học tại Institut Catholique de Paris từ tháng 10 năm 1927 đến tháng 6 năm 1929 và đỗ Cử nhân Văn chương.
Năm 1929, linh mục Ngô Đình Thục quay về Việt Nam và làm giáo sư dòng Thánh Tâm ở Huế. Từ tháng 11 năm 1929 đến tháng 9 năm 1931, Giám mục Alexandre Chabanon (tên Việt là Giáo, 1873–1936) bổ nhiệm ông làm giáo sư Đại Chủng viện Phú Xuân, Huế. Tháng 10 năm 1933, ông làm Giám đốc trường Thiên Hựu (Providence), một trường tư thục Công giáo tại Huế. Năm 1935, ông làm Chủ nhiệm báo Sacerdos Indosinensis.

### Giám mục
Ngày 8 tháng 1 năm 1938, Tòa Thánh thành lập tại Việt Nam hạt đại diện Tông Tòa (địa phận) mới là Vĩnh Long, tách từ Địa phận Sài Gòn, bao gồm địa giới tỉnh Vĩnh Long, Trà Vinh, Bến Tre và 2 quận thuộc tỉnh Cần Thơ. Tòa Thánh bổ nhiệm linh mục Phêrô Máctinô Ngô Đình Thục làm Giám mục Đại diện Tông Tòa tân địa phận (Giám mục Hiệu toà Sæsina). Ngày 4 tháng 5 năm 1938, tại nhà thờ chính tòa Phủ Cam, Khâm sứ Tòa Thánh Antonin Drapier chủ lễ tấn phong Giám mục Ngô Đình Thục. Đây là vị Giám mục người Việt thứ ba và là Đại diện Tông Tòa đầu tiên của Vĩnh Long.
Ngày 23 tháng 6 năm 1938, Giám mục Ngô Đình Thục chính thức nhận giáo phận với khẩu hiệu "Chiến sĩ Chúa Kitô". Ông là giám mục đầu tiên quản lý mục vụ tại địa phận Vĩnh Long và có nhiều đóng góp xây dựng giáo phận suốt 23 năm tại nhiệm.
Trên cương vị Giám mục Vĩnh Long, ông đã đặt một kiến trúc tư gia để làm trụ sở Tòa Giám mục, lập Tiểu Chủng viện Á Thánh Minh năm 1944 gồm 3 lớp, khai giảng ngày 15 tháng 8 năm 1944 ban đầu có 15 chủng sinh. Dòng Thầy giảng Cái Nhum được trùng tu và mang tên mới là Dòng Sư Huynh Kitô Vua. Cải tiến Dòng Mến Thánh Giá Cái Mơn và Cái Nhum, các nữ tu được gửi đi học các trường trung học và đại học. Tổ chức khoá huấn luyện thanh niên, hoạt động Công giáo Tiến hành.

### Tổng Giám mục
Năm 1960, Công giáo tại Việt Nam được Tòa Thánh thiết lập Hàng giáo phẩm chính tòa với ba Tổng giáo phận: Hà Nội, Huế, Sài Gòn. Giám mục Ngô Đình Thục được thăng chức tổng Giám mục và về nhận sứ vụ tại Tổng giáo phận Huế vào ngày 12 tháng 4 năm 1961. Đây là lần đầu tiên một người Việt Nam làm Tổng giám mục chính tòa cai quản một Tổng giáo phận. Giáo phận Vĩnh Long (thành lập từ Địa phận Vĩnh Long cũ) được trao lại cho do tân Giám mục Antôn Nguyễn Văn Thiện cai quản. Ông là vị tổng giám mục đô thành Tổng giáo phận Huế đầu tiên xuất thân từ chính tổng giáo phận này.
Khi đương nhiệm Tổng Giám mục Huế, Giám mục Ngô Đình Thục đã kiến tạo hoàn toàn Nhà thờ chính tòa Phủ Cam. Nhà thờ cổ kính này được xây cất từ 1898 nên xuống cấp trầm trọng, Giám mục Thục cho phá hủy và xây mới theo đồ án thiết kế của kiến trúc sư Ngô Viết Thụ. Cũng trong thời gian từ năm 1962 đến năm 1963, Giám mục Ngô Đình Thục đã thực hiện cho tổng giáo phận này nhiều công trình:
- Trùng tu Tòa Giám mục và Nhà Chung.[2]
- Sửa sang Đại Chủng viện Phú Xuân Huế, mời các linh mục giáo sư thuộc Hội Xuân Bích (Sulpice) về giảng dạy.[2]
- Thành lập Tiểu Chủng viện Hoan – Thiện (lấy tên hai vị thánh Tử đạo Đoàn Trinh Hoan và Trần Văn Thiện). Sau đó tiến hành Thành lập Liên chủng viện cho toàn tổng giáo phận Huế.[2]
- Năm 1962, thống nhất các dòng Mến Thánh Giá trong tổng giáo phận: Di Loan (dời vào La Vang), Tam Toà (dời vào Kim Long), Kẻ Bàng (sáp nhập vào Phủ Cam), Phủ Cam, Dương Sơn, Trí Bưu. Sáu nhà dòng này tạo thành Dòng Mến Thánh Giá Thừa sai Huế, nay là Dòng Mến Thánh Giá Huế.[2]
- Đặc biệt, ông tiến hành trùng tu và tôn tạo khu vực La Vang trở thành trung tâm hành hương của giáo dân Việt Nam. Xin Tòa Thánh nâng nhà thờ La Vang lên bậc Vương cung thánh đường. Lập tờ Nguyệt san Đức Mẹ La Vang, thu hút đông đảo người đọc và người viết cộng tác.[2]

## Hoạt động xã hội
Giám mục Thục còn tham gia các hoạt động xã hội như: xây dựng 6 trường Trung học tư thục, nhận học sinh Công giáo và cả học sinh không Công giáo. Xây cất dưỡng đường Á Thánh Minh ở Vĩnh Long và dưỡng đường thánh Phêrô ở Sài Gòn. Xây nhà Xã hội tại thị xã Vĩnh Long làm nhà đọc sách, diễn thuyết, sinh hoạt cho nhân dân. Trùng tu nhiều cô nhi viện của giáo phận.

## Gây ảnh hưởng chính trị
Đã có thời, tòa Giám mục Vĩnh Long là nơi tấp nập người qua kẻ lại nhiều lần. Việc Giám mục Thục dính dáng vào việc kinh tế tài chính khá ầm ĩ, dù có rằng tài chính ấy cũng góp vào việc lo từ thiện xã hội và kiến thiết giáo hội. Việc tổ chức lễ hội trong giáo phận cũng tác động nhiều đến thái độ bất bình của nhiều thành phần vốn không ưa thích Công giáo, vì coi Công giáo như đạo Tây phương, "ngoại lai" theo kiểu tinh thần cấm đạo thời Nhà Nguyễn và Văn Thân.
Khi em trai là Ngô Đình Diệm bị Pháp kết án, trong thư gửi Toàn quyền Đông Dương, ông Thục kêu gọi Pháp ân xá cho em mình:
Nếu hoạt động của hai em tôi được chứng tỏ là có hại cho quyền lợi nước Pháp thì – với tư cách của một Giám mục, của một người An-nam, và với tư cách là người con của một gia đình mà thân phụ tôi đã phục vụ nước Pháp ngay từ khi Pháp mới đến An-nam, và đã nhiều lần đưa mạng sống cho nước Pháp trong các cuộc hành quân mà cha tôi cầm đầu, dưới quyền Nguyễn Thân, chống lại các kẻ nổi loạn do Phan Đình Phùng chỉ huy, tại Nghệ An và Hà Tĩnh – tôi, tự đáy lòng, không chấp nhận
...Có thể tôi lầm, tuy nhiên, thưa Đô Đốc, tôi xin thú thực là không tin – cho đến khi được chứng minh ngược lại – rằng các em tôi đã phản lại truyền thống của gia đình chúng tôi đến như thế, một gia đình đã tự mình gắn liền với nước Pháp từ lúc ban đầu, trong khi ông cha của những quan lại bây giờ hầu hết đều chống lại Pháp và chỉ quyết định thiên về Pháp khi thấy có lợi... Tôi nêu ra điều nầy khi xét thấy rằng thân phụ tôi là Ngô Đình Khả đã từng được vinh dự phục vụ nước Pháp dù sinh mạng bị hiểm nguy, và khi xét đến quá trình lâu dài của các em tôi, một quá trình được hình thành bằng lòng tận tụy vô bờ của các em tôi đối với nước Pháp, mà không sợ phải hy sinh mạng sống của mình cho nước Pháp.
Năm 1945, Giám mục Thục được mời ra Phát Diệm dự lễ tấn phong Giám mục Tađêô Lê Hữu Từ, nhưng bị kẹt tại Biên Hòa nên phải trở lại Vĩnh Long. Trong thời kỳ rối ren ở Việt Nam những năm 1940, có nguồn tin cho rằng, Giám mục Thục đã tích cực vận động người Nhật bảo vệ cho ông Ngô Đình Diệm, do sợ chính phủ Pháp bắt giam ông Diệm vì ông có tinh thần chống Pháp. Nhật đáp lại bằng việc nhiều lần mời ông Diệm đứng ra lập chính phủ nhưng ông Diệm từ chối, vì ông nghĩ rằng chính phủ do Nhật hậu thuẫn sẽ không có khả năng tồn tại lâu bền tại Việt Nam thời bấy giờ.
Trong một dịp, Giám mục Ngô Đình Thục có cơ hội tiếp xúc với Hồng y Francis Spellman Giáo phận New York, kiêm Tuyên úy quân lực Hoa Kỳ tại Sài Gòn. Ngày 18 tháng 6 năm 1950, cùng với ông Diệm và ông Nguyễn Viết Cảnh, ông sang Hoa Kỳ và đến Rôma tham dự Năm Thánh. Ngày 14 tháng 8 năm 1950, hai anh em nhà Ngô rời Sài Gòn để sang Nhật gặp Cường Để bàn việc lập chính phủ. Như vậy, chính phủ của ông Ngô Đình Diệm đã được thành lập và đi vào hoạt động trên phần lãnh thổ Quốc gia Việt Nam và sau này hậu thân là Việt Nam Cộng hòa.
Sự kiện Phật Đản, 1963 bùng nổ ở miền Nam Việt Nam – nhất là ở Huế, khi chính phủ Tổng thống Ngô Đình Diệm cấm treo cờ Phật giáo bên ngoài khuôn viên cơ sở Phật giáo làm Giám mục Thục lâm vào tình thế khó khăn để ứng phó.
Trước dư luận của nhiều người, nhất là người ngoài Công giáo, Giám mục Thục là người có tham vọng nhiều hơn so với các anh em trong Ngô gia, lúc thì ông tìm kiếm sự hỗ trợ của Tòa Thánh, lúc thì của Hoa Kỳ dành cho ông Diệm. Khi ông Diệm nắm chính quyền, theo tinh thần Công giáo, ông đã muốn nhân cơ hội này tích cực truyền bá đức tin Công giáo cho quần chúng Việt Nam. Việc ông làm Tổng Giám mục Huế cũng gây ra những đàm tiếu, chỉ trích và ác cảm vì vùng đất Huế vốn là nơi có nhiều người sùng tín Phật giáo.
Năm 1963, cả bộ máy chính quyền Việt Nam Cộng hòa được cho rằng ráo riết tổ chức kỉ niệm 25 năm giám mục cho Tổng giám mục Ngô Đình Thục. Linh mục Trần Tam Tỉnh đã thuật lại việc tổ chức mừng lễ này như sau trong quyển biên khảo Thập giá và lưỡi gươm (Nhà xuất bản Sud Est Asie, Paris, 1978): "Từ tháng ba, một ủy ban ngân khánh đã được thành lập do chủ tịch quốc hội là chủ tịch với nhiều vị bộ trưởng và nhân vật tên tuổi làm ủy viên. Người ta tổ chức tại Sài Gòn một bữa tiệc mà mỗi thực khách phải đóng 5.000 đồng (tương đương nửa lượng vàng thời điểm đó, chú thích của TTCN). Người ta muốn biến lễ ngân khánh này thành quốc lễ" (tr.135).
Từ vị trí anh của tổng thống, Thục đã đồng hóa vai trò lãnh đạo tôn giáo của mình với lãnh đạo đất nước. Linh mục Trần Tam Tỉnh viết: "Vị giám mục này (Ngô Đình Thục), anh của tổng thống, đã hóa thành trí não tuyệt vời của chế độ. Người ta tìm đến ông để xin xỏ ân huệ, đặc quyền. Giám mục làm như là hiện thân của giáo hội, cũng như ông em là hiện thân của Nhà nước. Đáp lại các lời chỉ trích, giám mục Thục nói với ICI, một tạp chí Công giáo số 15-4-1963, rằng "Trên bàn giấy của tôi chồng chất cả lô đơn xin tôi can thiệp cho họ ơn này, ơn nọ, khổ thay thường chỉ là thế tục. Tôi không thể dửng dưng được trước lời kêu gọi của họ! Ở vào địa vị của tôi các ông sẽ xử sự như thế nào?". Suốt tám năm trước đó, Diệm – Nhu và nhà Ngô đã ung dung cai trị miền Nam theo cách của mình với thuyết nhân vị, không thấy Washington phản ứng! Ấy vậy mà nay Washington lại bảo ngưng thuyết nhân vị là vì sao?

## Khủng hoảng tôn giáo

### Bối cảnh
Năm 1961, nhận chức Tổng giáo mục Huế. Năm 1962, ông cùng các Giám mục người Việt khác được mời sang tham dự Công đồng Vatican II. Mùa hè năm 1963, quay về Việt Nam, cùng thời gian này thì miền nam Việt Nam xảy ra Sự kiện Phật Đản, 1963. Mùa thu năm ấy, ông lại sang Rôma dự Công đồng Vatican II thì ở miền Nam Việt Nam xảy ra đảo chính lật đổ Diệm – Nhu. Khi Công đồng bế mạc, ông không thể về lại Việt Nam được nữa. Giám mục Philípphê Nguyễn Kim Điền được Tòa Thánh bổ nhiệm làm Giám quản Tông Tòa Tổng giáo phận Huế, sau đó bốn năm thì chính thức kế nhiệm chức Tổng Giám mục Huế thay Tổng giám mục Thục.

### Tác nhân
Trong một chừng mực nào đó, Giám mục Ngô Đình Thục gặp nhiều thuận lợi trong thời Ngô Đình Diệm còn làm tổng thống Việt Nam Cộng hòa. Đến cuối năm 1963, Ngô Đình Diệm và ông cố vấn Ngô Đình Nhu bị lật đổ cùng với nền Đệ Nhất Cộng hòa Việt Nam, Giám mục Thục phải sống lưu vong ở hải ngoại và ông bị lâm vào tình trạng khủng hoảng niềm tin với chính quyền mới và lòng trung thành với Giáo hội Công giáo. Nhiều nhận định cho rằng, sự khủng hoảng của ông cao độ như vậy là do ông đã dấn thân quá nhiều vào quyền lực xã hội.

### Biểu hiện
Sau cuộc đảo chính tháng 11 năm 1963 với cái chết của các em ruột, Giám mục Thục sống lưu vong ở ngoại quốc. Ông được Tòa Thánh chỉ định Tổng Giám mục hiệu tòa Bulla Regia từ năm 1968.

### Tấn phong Giám mục bất hợp thức
Những cải tổ Giáo hội theo Công Đồng Vatican II đã đưa đến sự chống đối của những Giám mục phái "bảo thủ", như Giám mục Lefèvre thuộc dòng Phanxicô ở Rochester New York, chống lại Giáo hội Công giáo từ thời Giáo hoàng Phaolô VI, bị Tòa thánh phạt "vạ tuyệt thông", Lefèvre đã ly khai Giáo hội La Mã. Giám mục Ngô Đình Thục đã theo Giám mục Lefèvre từ năm 1976, lập phong trào "Giáo hội La Mã Chính thống" (Orthodox Roman catholic movement, gọi tắt là ORCM) qui tụ Giám mục ly khai Lefèvre và các Giám mục được ông phong chức bất hợp pháp. Tổng giám mục Thục và nhóm ORCM chống Tòa thánh Roma mãnh liệt, Tòa thánh phải ra "vạ tuyệt thông" nhiều lần.
Ngày 1 tháng 1 năm 1976, Giám mục Thục tự tấn phong cho Dominguez Gomez và bốn người khác thuộc nhóm li giáo ở Palmar de Troya (Tây Ban Nha) làm Giám mục mà không có chuẩn y của Giáo hoàng cũng như không có đầy đủ các thủ tục cần thiết trước đó. Tòa thánh lập tức rút phép thông công ông và những người tham gia vào các cuộc tấn phong bất hợp thức trên. Vào tháng 5 và tháng 10 năm 1981, ông tiếp tục tự ý tấn phong Giám mục cho ba người nữa. Một số nguồn cho rằng ngoài ra ông còn tấn phong Giám mục bất hợp thức một vài lần khác nữa.
Như thế, ngoài các Giám mục hợp thức tại Việt Nam mà ông đã tấn phong theo sự chuẩn nhận của Tòa thánh, Giám mục Thục là người tấn phong chính (chủ phong) bất hợp thức cho ít nhất 8 người: năm người trong nhóm Palmariana và ba người theo "thuyết trống ngôi" (sedevacantism), ông cũng đã tấn phong có điều kiện (sub conditione – giả thiết các lần tấn phong trước không thành sự) cho ba giáo sĩ khác. Các Giám mục do Giám mục Thục tấn phong kể trên lại đi tấn phong cho những người khác làm Giám mục.
Trong suốt thời gian khủng hoảng, ông đã nhiều lần hối lỗi, được tha vạ tuyệt thông, niềm tin và chức vị của ông được phục hồi nhưng rồi lại tiếp tục tái phạm và bị dứt phép thông công. Cuối cùng; ông được tha thứ, trở lại với giáo hội và qua đời trong tình trạng hiệp thông với giáo hội (được giải vạ).

## Qua đời
Sau khi được giải vạ vào năm 1984, Giám mục Ngô Đình Thục được chủ tọa Đại hội Thánh Mẫu ở Carthage vào tháng 8 cùng năm. Khi đó, ông phát biểu những lời này, được cho là những lời cuối đời của ông trước công chúng: "Từ 20 năm, tôi chưa hề thấy người Việt đông như thế này. Nay Mẹ đưa tôi về đây gặp anh chị em lần sau hết. Xin phú thác anh chị em và cũng là đại diện cho dân Việt Nam trong Thánh Tâm Mẹ. Xin mọi người cầu nguyện cho tôi được chết lành".
Đến ngày 5 tháng 12 năm 1984, tổng Giám mục Thục trở bệnh nặng và được đưa đến bệnh viện St John, Joplin. Ông qua đời vào đêm 13 tháng 12 năm 1984, tại Carthage, hưởng thọ 87 tuổi, 46 năm làm Giám mục và được an táng tại nghĩa trang Resurrection, Springfield, Missouri, Hoa Kỳ. Sau này, ông được cải táng tại Nghĩa trang Park cùng với các tu sĩ Dòng Mẹ Chúa Cứu Chuộc và các linh mục tị nạn khác.

## Tông truyền(Công giáo)
Tổng giám mục Phêrô Máctinô Ngô Đình Thục được tấn phong giám mục năm 1938, thời Giáo hoàng Piô XI, bởi:
- Chủ phong: Tổng giám mục Antonin-Fernand Drapier, O.P., Khâm sứ Tòa Thánh tại Đông Dương.
- Hai giám mục phụ phong: Isidore-Marie-Joseph Dumortier, M.E.P, Đại diện Tông Tòa Hạt Đại diện Tông Tòa Sài Gòn và Đa Minh Maria Hồ Ngọc Cẩn, nguyên Đại diện Tông Tòa Hạt Đại diện Tông Tòa Bùi Chu.

Tổng giám mục Phêrô Máctinô Ngô Đình Thục đóng vai trò chủ phong trong nghi thức truyền chức cho giám mục:
- Năm 1955, giám mục Simon Hòa Nguyễn Văn Hiền, hiện là cố giám mục chính tòa Giáo phận Đà Lạt.
- Năm 1955, giám mục Phaolô Nguyễn Văn Bình, hiện là cố tổng giám mục Tổng giáo phận Thành phố Hồ Chí Minh.
- Năm 1961, giám mục Micae Nguyễn Khắc Ngữ, hiện là cố giám mục chính tòa Giáo phận Long Xuyên.
- Năm 1961, giám mục Giuse Trần Văn Thiện, hiện là cố giám mục chính tòa Giáo phận Mỹ Tho.
- Năm 1961, giám mục Antôn Nguyễn Văn Thiện, hiện là cố giám mục chính tòa Giáo phận Vĩnh Long.
- Năm 1961, giám mục Philípphê Nguyễn Kim Điền, hiện là cố tổng giám mục Tổng giáo phận Huế.

Tổng giám mục Phêrô Máctinô Ngô Đình Thục đóng vai trò phụ phong trong nghi thức truyền chức cho các giám mục:
- Năm 1941, giám mục Jean Cassaigne Sanh, hiện là cố Đại diện Tông Tòa Hạt Đại diện Tông Tòa Sài Gòn.
- Năm 1944, giám mục Paul Raymond-Marie-Marcel Piquet Lợi, M.E.P., hiện là cố giám mục chính tòa Giáo phận Nha Trang.
- Năm 1948, giám mục Jean-Baptiste Urrutia Thi, cố tổng giám mục, Đại diện Tông Tòa Hạt Đại diện Tông Tòa Huế.
- Năm 1950, giám mục Phêrô Maria Phạm Ngọc Chi, cố giám mục chính tòa Giáo phận Đà Nẵng.
- Năm 1951, giám mục John Jarlath Dooley, S.S.C.M.E., cố Khâm sứ Tòa Thánh tại Đông Dương, thành viên Phủ Quốc vụ Khanh Tòa Thánh.
- Năm 1953, giám mục Giuse Trương Cao Đại, cố Đại diện Tông Tòa Hạt Đại diện Tông Tòa Hải Phòng.
- Năm 1956, giám mục Gustave-André-Ferdinand Raballand, M.E.P., cố Đại diện Tông Tòa Hạt Đại diện Tông Toà Phnom Penh.
- Năm 1962, giám mục Salvatore Asta, cố Sứ thần Tòa Thánh tại Bồ Đào Nha